# Schizoanalys
Schizoanalys utgör ett kritiskt alternativ till psykoanalysen. Schizoanalysen ingår i antipsykiatrirörelsen och utvecklades av filosofen Gilles Deleuze och psykoanalytikern Félix Guattari. De utvecklar schizoanalysen i boken Anti-Oedipus (1972) samt i Tusen platåer (1980); bland annat kritiserar de psykoanalysen för att vara otillräcklig när det gäller att utforska människans omedvetna.